# Rivetinidae
Rivetinidae — родина богомолів, яка містить 13 родів і понад 60 видів, поширених переважно в Південній Європі, Західній і Центральній Азії та Північній Африці. До родини належить найбільший з відомих видів богомолів — Ischnomantis gigas із саван Західної Африки, самиця якого досягає 17 см у довжину

## Опис
Представники родини переважно середнього чи великого розміру (за винятком дрібніших Geomantis), зазвичай брунатного забарвлення. На ясно випуклому тімені відсутні вирости. Лопаті на верхівці переднього стегна несуть шип, а взагалі на цьому стегні зазвичай 4 дискоїдальні та 4-5 задньовентральних шипи. Середні та задні ноги не мають лопатей. Самці зазвичай з трохи вкороченими або нормально розвиненими крилами, тоді як самиці з вкороченими крилами, зрідка (ті ж Geomantis) обидві статі безкрилі. Надкрила з темним заднім (анальним) полем, на задніх крилах наявні димчасті та вічкоподібні плями. Церки короткі, менші за довжину половини черевця.

## Таксономія
Родину вперше виділено Ерманном і Руа 2002 року, а в сучасному сенсі встановлено Шварцем і Руа 2019 року та поділено на 2 підродини й 4 триби:
- Deiphobinae
  - Cotigaonopsini
  - Deiphobini
- Rivetininae
  - Ischnomantini
  - Rivetinini

Раніше представників родини відносили до триби Rivetinini в підродині Miomantini родини богомолові.

## Різноманіття

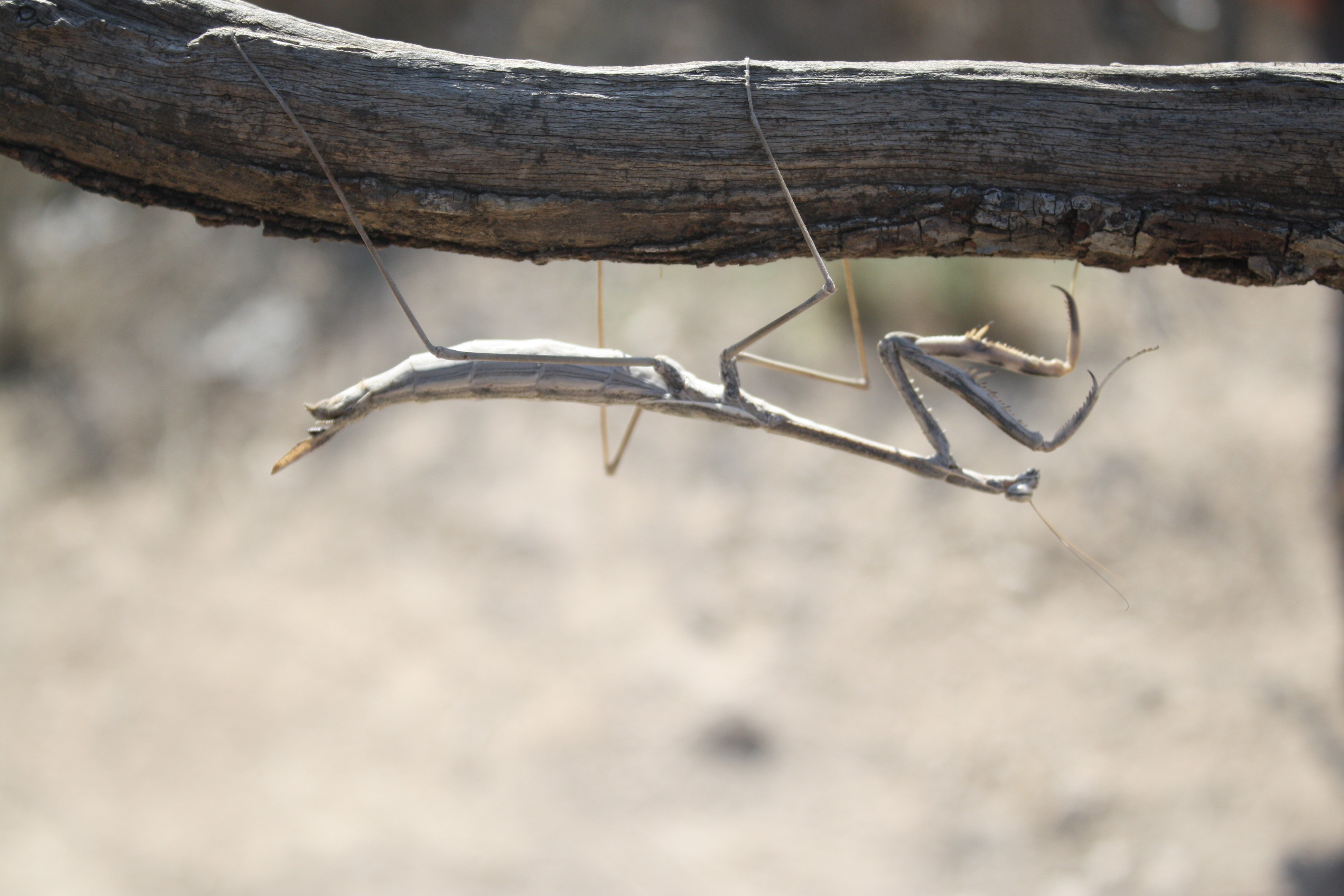
Самиця Eremoplana infelix, Ізраїль
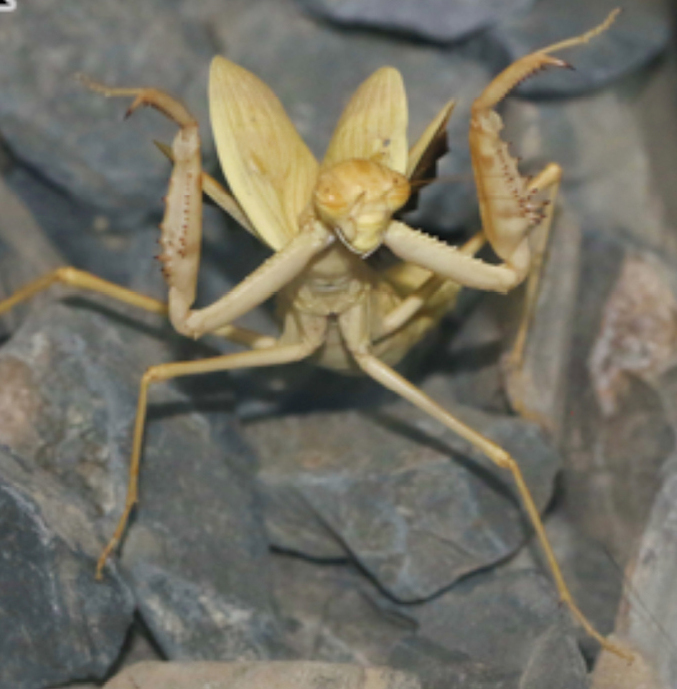
Самиця Bolivaria brachyptera, Іран
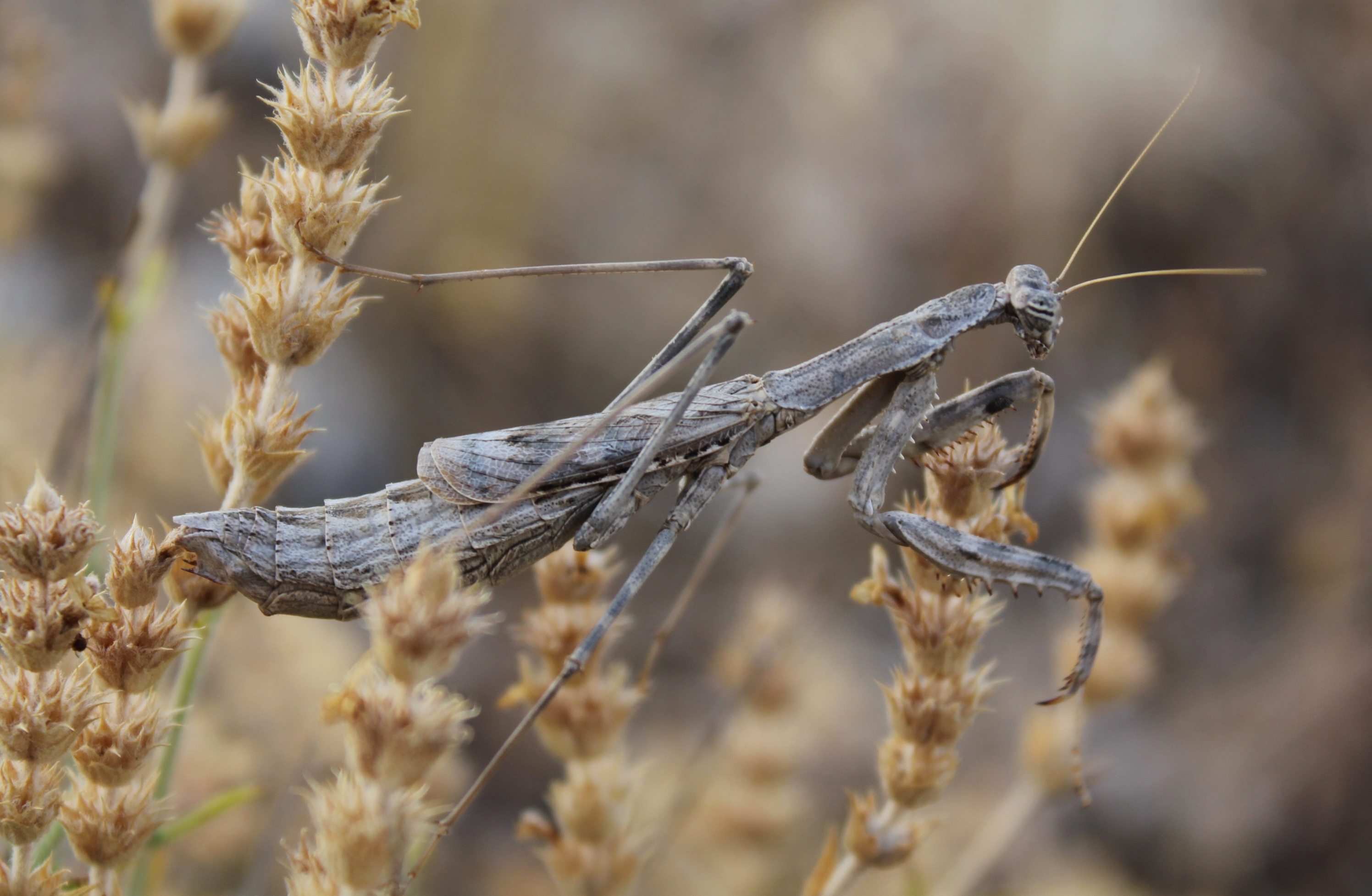
Самиця Rivetina baetica, Іспанія
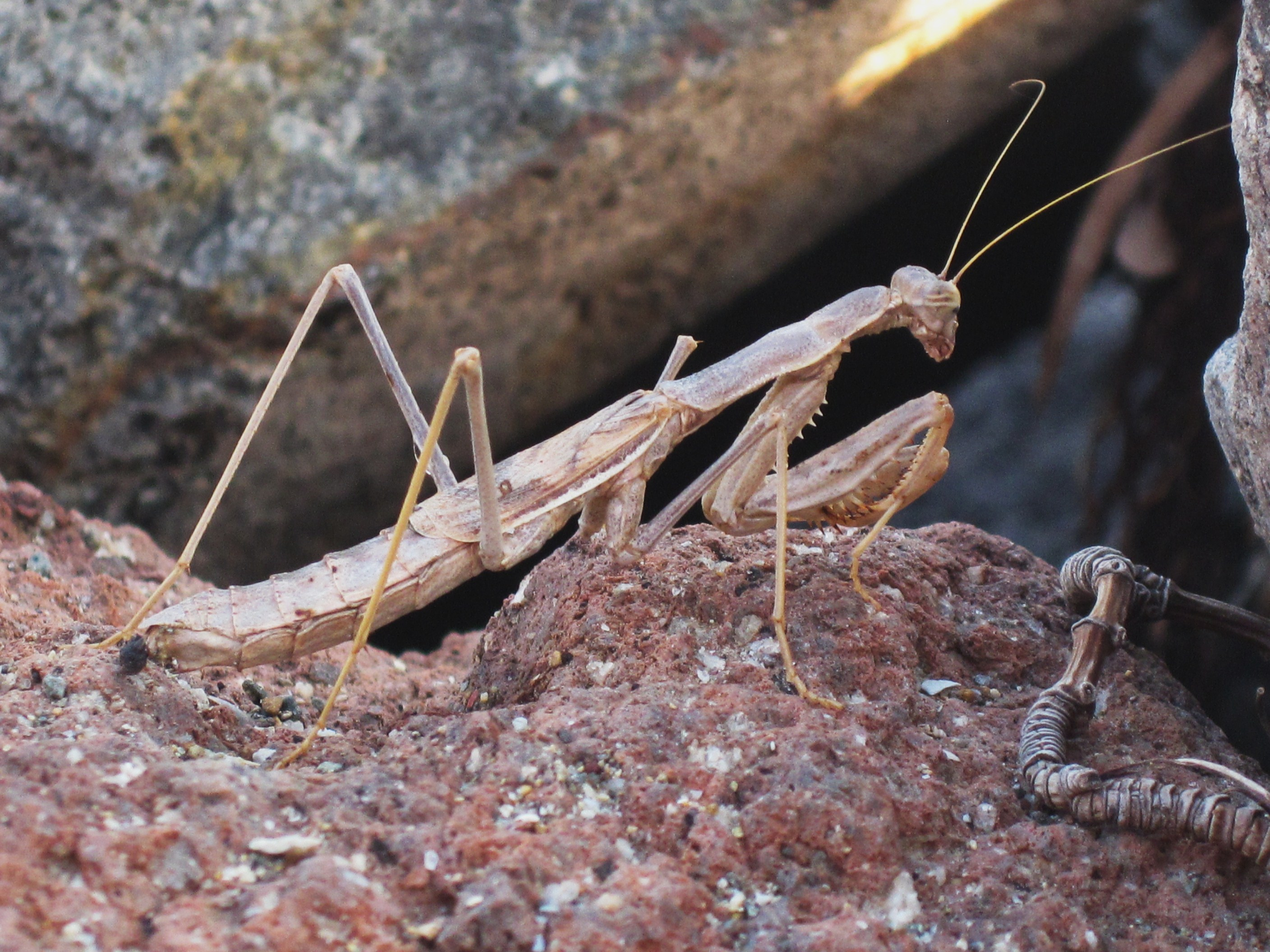
Самиця Rivetina balcanica, Лесбос, Греція
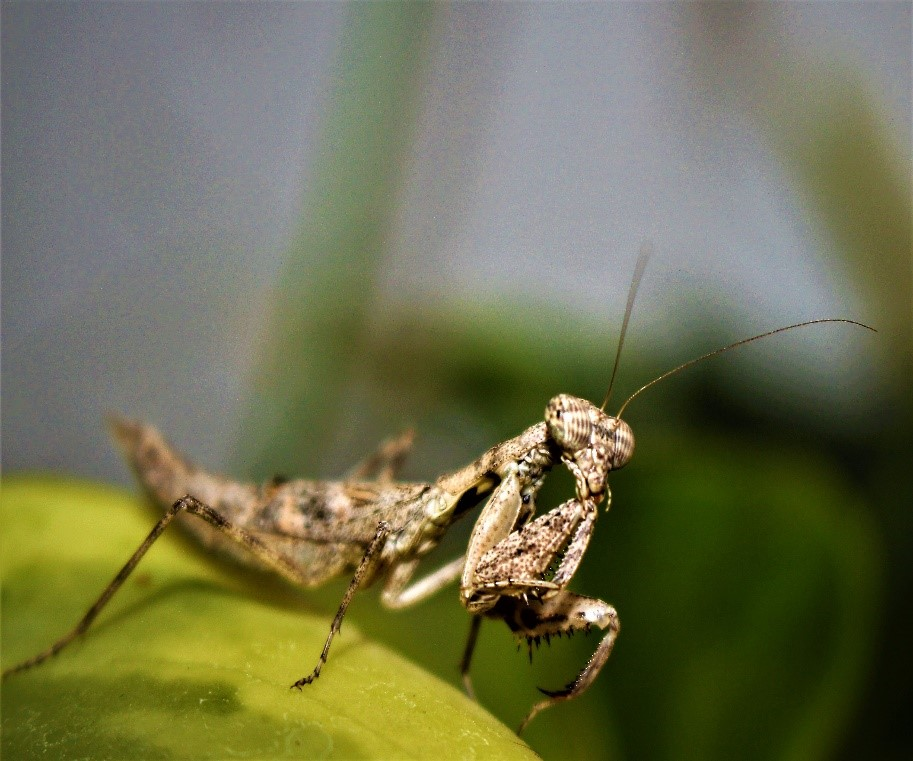
Самиця Microthespis dmitriewi Іран
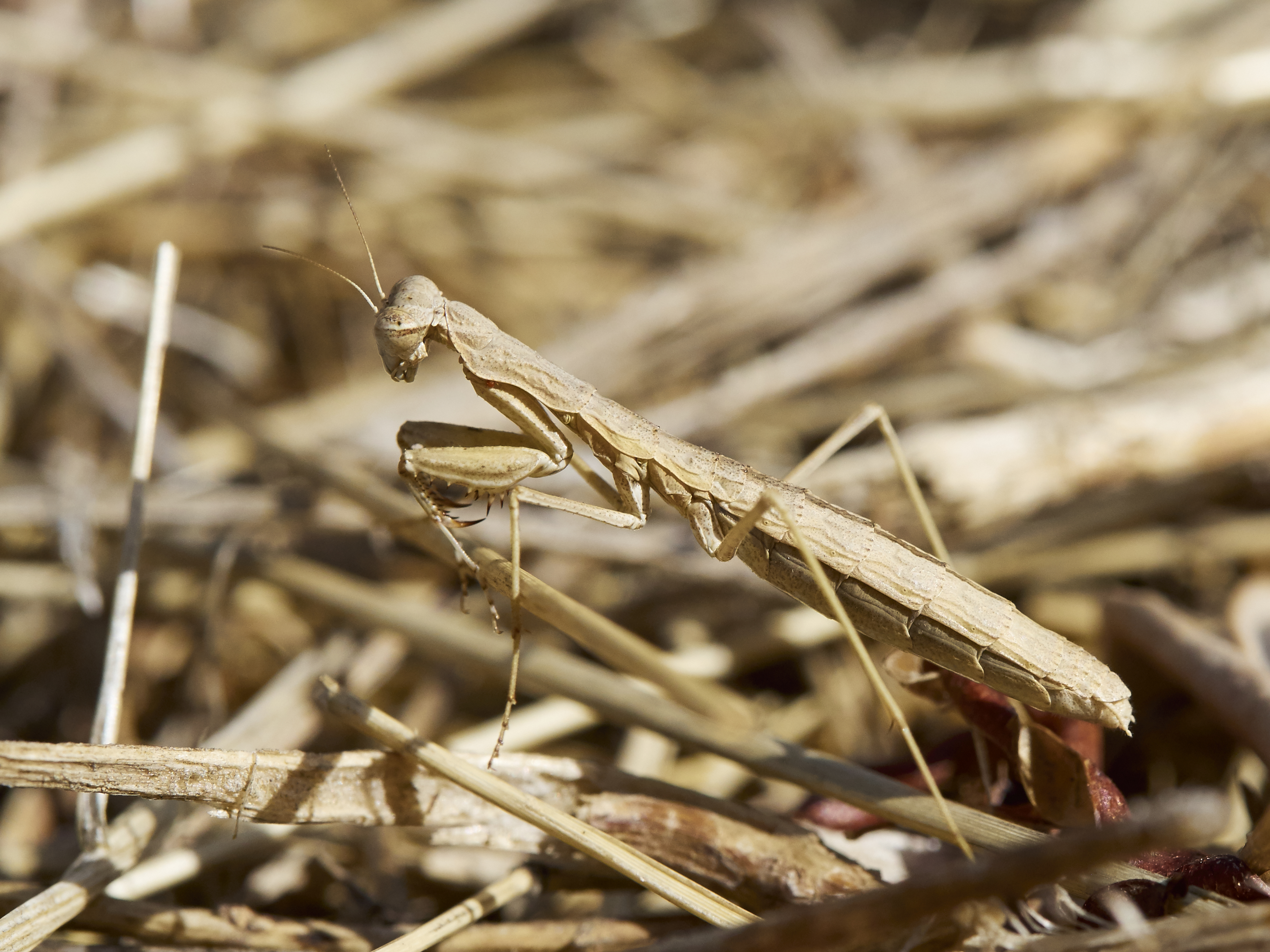
Самиця Geomantis larvoides, Греція